# Xã Mifflin, Quận Dauphin, Pennsylvania
Xã Mifflin (tiếng Anh: Mifflin Township) là một xã thuộc quận Dauphin, tiểu bang Pennsylvania, Hoa Kỳ. Năm 2010, dân số của xã này là 784 người.